# Rob (geometrija)
| Rob je med dvema ogliščema                                                               | Mnogokotnik je omejen z robovi. Na sliki je prikazan kvadrat, ki ima 4 robove.                           |
| Vsakemu robu pripadata dve stranski ploskvi, kot je to pri poliedru. Prikazana je kocka. | Vsakemu robu pripadajo tri ali več stranskih ploskev v 4-politopu kot se to vidi v projekciji teserakta. |

Rob je v geometriji del črte, ki povezuje dve sosednji oglišči v mnogokotniku. Pogostejši izraz za takšno daljico je stranica.
Planarno zaprto zaporedje robov tvori mnogokotnik in stranske ploskve. V poliedrih se natančno dve stranski ploskvi srečata na vsakem robu. Pri večrazsežnih politopih se srečajo tri in tudi več  stranskih ploskev na vsakem robu.
V mnogokotniku se lahko rob imenuje tudi faceta, ki omejuje mnogokotnik. V poliedrih se rob imenuje greben, ki je na meji dveh stranskih ploskev. V 4-politopih je rob imenovan vrh s ciklom treh ali več stranskih ploskev in celicami, ki so ovite okrog njega.